# Moulinet (Lot-et-Garonne)
Moulinet ist eine französische Gemeinde mit 197 Einwohnern (Stand 1. Januar 2022) im Département Lot-et-Garonne in der Region Nouvelle-Aquitaine.

## Geografie
Moulinet liegt etwa 100 Kilometer südöstlich von Bordeaux.

## Bevölkerung
| Jahr      | 1962 | 1968 | 1975 | 1982 | 1990 | 1999 | 2008 | 2018 |
| --------- | ---- | ---- | ---- | ---- | ---- | ---- | ---- | ---- |
| Einwohner | 280  | 240  | 214  | 199  | 222  | 217  | 203  | 199  |

## Sehenswürdigkeiten
- Kirche Saint-Jean im Ortsteil Lasbardes aus dem 12. Jahrhundert
- Kirche Saint-Ferréol im Ortsteil Lentignac aus dem 12. Jahrhundert

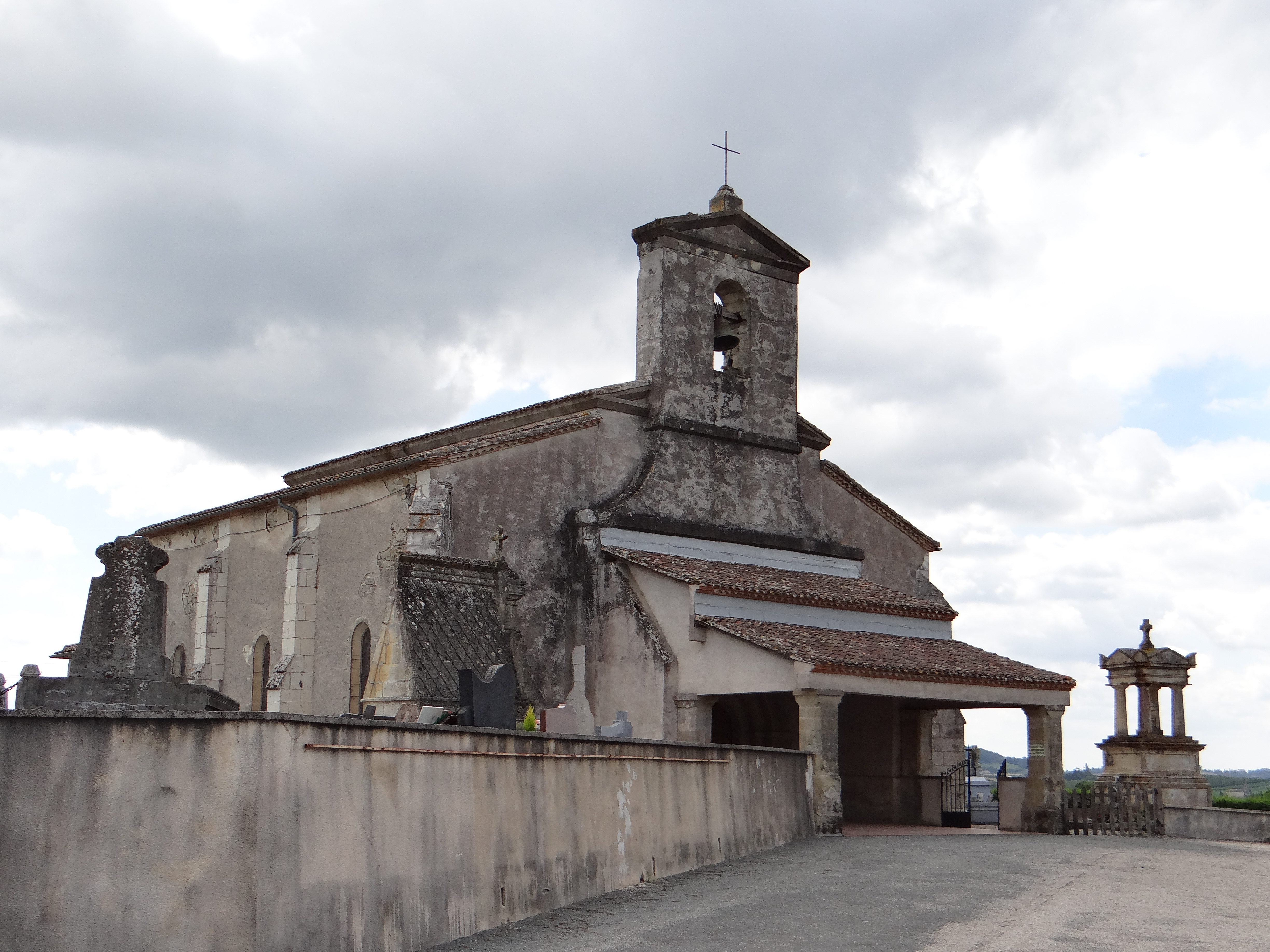
Kirche Saint-Jean
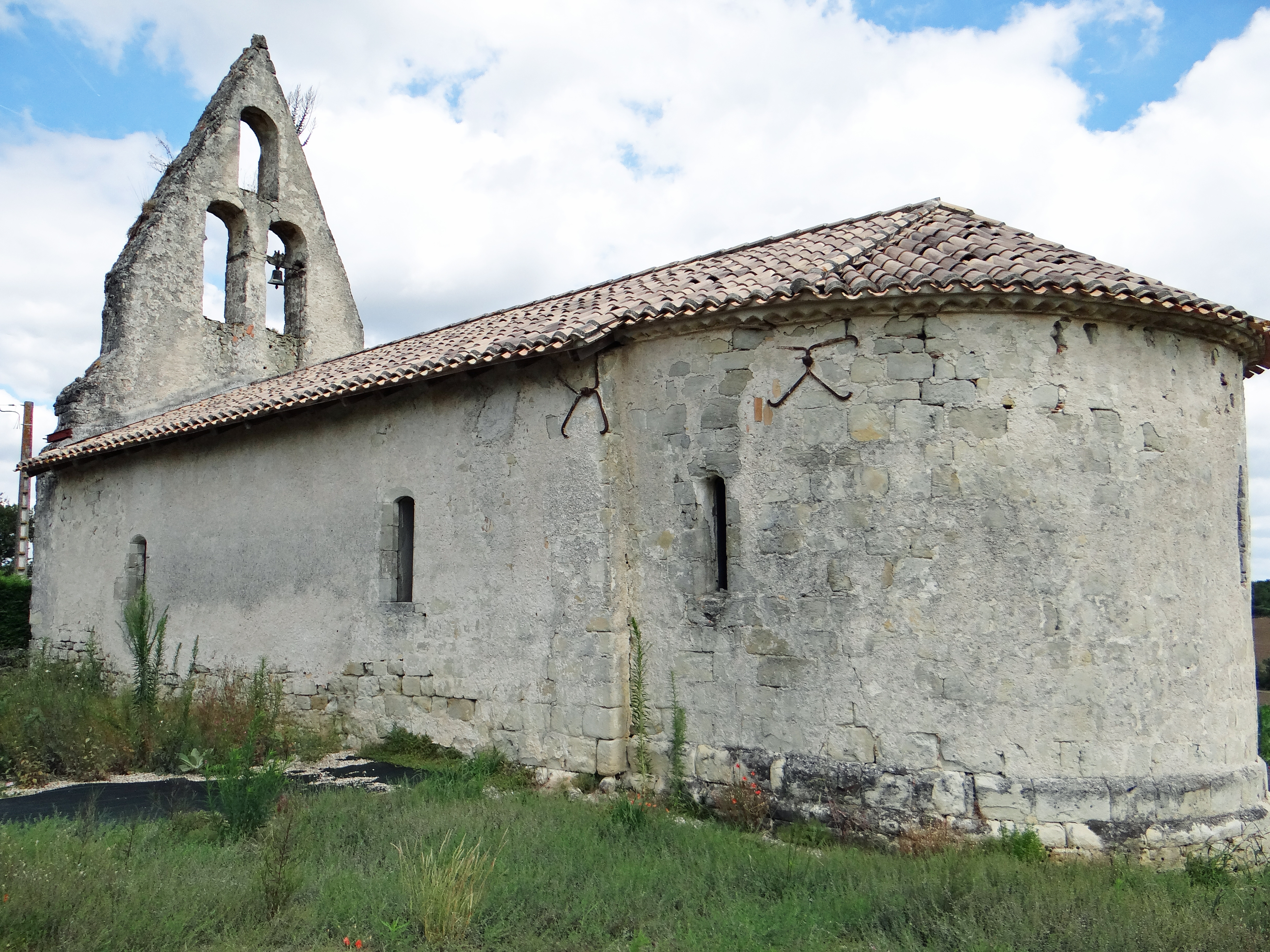
Kirche Saint-Ferréol